# Gary Lineker
Gary Winston Lineker (IPA: /ˈlɪnəkər/; Leicester, 30 novembre 1960) è un ex calciatore inglese, di ruolo attaccante.
Ritenuto uno dei migliori calciatori britannici della storia, Gary Lineker iniziò la propria carriera agonistica con la squadra della sua città natale, il Leicester City, con la quale collezionò 194 presenze e 95 gol, affermandosi come uno dei maggiori talenti della sua generazione, oltre a trascinare il club alla vittoria della Football League Championship nella stagione 1984-1985. Dopo una breve parentesi con l'Everton (30 reti in 41 apparizioni), Lineker legò il suo successo da professionista al periodo compreso tra la seconda metà degli anni 1980 e la prima metà degli anni 1990, nel quale vestì le maglie di club blasonati come il Barcellona e il Tottenham Hotspur. Nel suo palmarès può vantare una Coppa di Spagna, una Coppa d'Inghilterra, due Charity Shield e una Coppa delle Coppe.
Con 48 reti realizzate in 80 presenze è il quarto miglior marcatore di sempre della propria nazionale dietro a Wayne Rooney, Harry Kane e Bobby Charlton; al campionato del mondo 1986, svoltosi in Messico, si laureò capocannoniere del torneo con 6 gol, diventando il primo calciatore inglese a essere insignito della Scarpa d'oro. Sempre con la nazionale, con 10 reti realizzate, è il miglior marcatore di sempre della propria nazionale nelle Coppe del Mondo FIFA. Tra nazionale inglese e squadre di club segnò da professionista 291 gol in 546 match ufficiali.
Nel marzo 2004 è stato inserito da Pelé all'interno della FIFA 100, la lista dei 125 migliori giocatori viventi redatta in occasione del centenario della FIFA, mentre il 25 maggio 2005 è entrato di diritto nella Hall of Fame del calcio inglese.
Nel corso dei suoi diciotto anni di carriera Lineker si è sempre distinto per correttezza e sportività, diventando uno dei pochi giocatori a non venire mai ammonito o espulso. Per questo motivo nel 1990 gli è stato assegnato il FIFA Fair Play Award.

## Biografia

Lineker a Milano nel 1987

Nato a Leicester, nell'Inghilterra centrale, da Margaret Abbs e Barry Lineker, i suoi genitori gli diedero il secondo nome di Winston in ragione della coincidenza del suo giorno di nascita, il 30 novembre, con quello dello statista britannico Winston Churchill. Ha un fratello maggiore, Wayne, di due anni più grande, con il quale mosse i suoi primi passi nel mondo del calcio.
Lineker frequentò la Caldecote Road School, nel quartiere di Braunstone Park, a Leicester, nonostante risiedesse con i genitori nella periferia del centro; durante il liceo, invece, seguì gli studi presso il City of Leicester College, a Downing Drive, nel distretto di Evington.
Si è sposato il 1º settembre 2009 con la modella Danielle Bux a Ravello, nella Costiera amalfitana. La coppia si è separata nel 2016.

## Carriera

### Giocatore

#### Club
All'età di 16 anni s'iscrisse a diversi sport, tra cui rugby e cricket, giocando anche nella squadra della sua scuola; solo successivamente decise di intraprendere la carriera calcistica. Nel 1976 Lineker venne ingaggiato dal Leicester City, squadra con la quale militò nelle giovanili.
Con la formazione della città natale milita, a livello professionistico, dal 1978 al 1985 laureandosi capocannoniere della Premier League nell'ultima stagione (1984-85). I 24 gol segnati attirano su di lui l'interesse dell'Everton, dove rimane per un solo anno ripetendo comunque l'impresa (stavolta con 30 reti).

Lineker in azione al Barcellona, tra il difensore Rabat e il portiere Bats del, durante la Coppa Super Clubs 1987.

Nell'estate 1986 passa così al Barcellona. In maglia catalana si aggiudica due trofei nazionali (Coppa del Re e Supercoppa di Spagna) e inaugura il suo palmarès continentale, vincendo la Coppa delle Coppe nel 1989. È inoltre ricordato dai tifosi blaugrana per una tripletta che, nel 1987, decise el Clásico con il Real Madrid (3-2).
Nel 1989 fece ritorno, anzitempo, in patria firmando per il Tottenham. Con gli Spurs, dove si aggiudicò per la terza volta il riconoscimento di miglior marcatore (24 gol nella stagione 1989-90), vinse una coppa d'Inghilterra e due Supercoppe. Terminò la propria carriera in Giappone, difendendo i colori del Nagoya Grampus dal 1993 al 1995. Durante la sua carriera, nonostante l'alto numero di partite giocate, non ha mai ricevuto alcuna sanzione disciplinare.

#### Nazionale
In nazionale conta 80 presenze e 48 gol, cifra che lo rende il terzo realizzatore di sempre dei Leoni dopo Rooney (50 centri) e Charlton (49 marcature). Esordì il 26 maggio 1984, nell'amichevole pareggiata 1-1 contro la Scozia.
Al campionato del mondo 1986, realizzò la tripletta contro la Polonia grazie a cui gli inglesi superarono il girone; negli ottavi, fu ancora protagonista segnando una doppietta nel 3-0 al Paraguay. L'ultimo gol della manifestazione venne messo a segno contro l'Argentina nei quarti, gara che sancì l'addio dei britannici al torneo. Con 6 marcature, risultò il primo inglese a vincere il titolo di cannoniere del mondiale.

Lineker in azione con l' al, nella sfida dei quarti di finale contro il, in cui siglò una decisiva doppietta su rigore per il successo inglese (3-2).

Quattro anni dopo, al campionato del mondo 1990 andò invece a bersaglio per 4 volte, distinguendosi per la doppietta rifilata al Camerun (sconfitto per 3-2) nei quarti di finale. Come ammesso da lui stesso anni dopo, nella partita con l'Irlanda valida per la fase a gruppi (incontro in cui segnò un gol), defecò in campo dopo aver subìto un fallo. Le 10 reti realizzate nei due tornei lo rendono il giocatore inglese più prolifico nella fase finale del mondiale nonché il settimo nella classifica generale.
Con la rappresentativa del suo paese, ha inoltre segnato 5 triplette e 2 quaterne (unico a riuscire nell'impresa): in entrambi i casi, contribuì a una vittoria esterna per 4-2 (con la Spagna nel 1987 e con la Malaysia nel 1991). Con l'allenatore Graham Taylor trovò minor spazio, tanto da venire escluso dopo un periodo opaco in fatto di gol (non segnò per 5 partite consecutive). Lasciò la nazionale dopo il campionato d'Europa 1992, terminato per i Leoni nella prima fase.

### Dopo il ritiro
Lineker ha condotto dal 1999 al 2025 su BBC One il programma calcistico Match of the Day, dove ha presentato le sintesi delle partite di Premier League.
Il 28 maggio 2011 è stato l'ambasciatore della finale della UEFA Champions League allo stadio di Wembley.

## Statistiche
Tra club e nazionale maggiore, Lineker ha giocato globalmente 649 partite segnando 329 reti, con una media di 0,50 gol a partita.

### Presenze e reti nei club
Statistiche aggiornate al termine della carriera da calciatore.
| Stagione              | Squadra               | Campionato            | Campionato | Campionato | Coppe nazionali | Coppe nazionali | Coppe nazionali | Coppe continentali | Coppe continentali | Coppe continentali | altre coppe | altre coppe | altre coppe | Totale | Totale |
| Stagione              | Squadra               | Comp                  | Pres       | Reti       | Comp            | Pres            | Reti            | Comp               | Pres               | Reti               | Comp        | Pres        | Reti        | Pres   | Reti   |
| --------------------- | --------------------- | --------------------- | ---------- | ---------- | --------------- | --------------- | --------------- | ------------------ | ------------------ | ------------------ | ----------- | ----------- | ----------- | ------ | ------ |
| 1978-1979             | Leicester City        | SD                    | 7          | 1          | FACup+CdL       | 0               | 0               | -                  | -                  | -                  | -           | -           | -           | 7      | 1      |
| 1979-1980             | Leicester City        | SD                    | 19         | 3          | FACup+CdL       | 1+0             | 0               | -                  | -                  | -                  | -           | -           | -           | 20     | 3      |
| 1980-1981             | Leicester City        | FD                    | 9          | 2          | FACup+CdL       | 1+0             | 1               | -                  | -                  | -                  | -           | -           | -           | 10     | 3      |
| 1981-1982             | Leicester City        | SD                    | 39         | 17         | FACup+CdL       | 5+3             | 2+0             | -                  | -                  | -                  | -           | -           | -           | 47     | 19     |
| 1982-1983             | Leicester City        | SD                    | 40         | 26         | FACup+CdL       | 1+2             | 0               | -                  | -                  | -                  | -           | -           | -           | 43     | 26     |
| 1983-1984             | Leicester City        | FD                    | 39         | 22         | FACup+CdL       | 1+1             | 0               | -                  | -                  | -                  | -           | -           | -           | 41     | 22     |
| 1984-1985             | Leicester City        | FD                    | 41         | 24         | FACup+CdL       | 4+3             | 3+2             | -                  | -                  | -                  | -           | -           | -           | 48     | 29     |
| Totale Leicester City | Totale Leicester City | Totale Leicester City | 194        | 95         |                 | 22              | 8               |                    | -                  | -                  |             | -           | -           | 216    | 103    |
| 1985-1986             | Everton               | FD                    | 41         | 30         | FACup+CdL       | 6+5             | 5+3             | -                  | -                  | -                  | CS          | 1           | 0           | 52     | 38     |
| 1986-1987             | Barcellona            | PD                    | 41         | 20         | CR              | 1               | 1               | CU                 | 8                  | 0                  | -           | -           | -           | 50     | 21     |
| 1987-1988             | Barcellona            | PD                    | 36         | 16         | CR              | 6               | 2               | CU                 | 8                  | 2                  | -           | -           | -           | 50     | 20     |
| 1988-1989             | Barcellona            | PD                    | 26         | 6          | CR              | 4               | 1               | CdC                | 8                  | 4                  | SS          | 1           | 0           | 39     | 11     |
| Totale Barcellona     | Totale Barcellona     | Totale Barcellona     | 103        | 42         |                 | 11              | 4               |                    | 24                 | 6                  |             | 1           | 0           | 139    | 52     |
| 1989-1990             | Tottenham             | FD                    | 38         | 24         | FACup+CdL       | 1+6             | 0+2             | -                  | -                  | -                  | -           | -           | -           | 45     | 26     |
| 1990-1991             | Tottenham             | FD                    | 32         | 15         | FACup+CdL       | 6+5             | 3+1             | -                  | -                  | -                  | -           | -           | -           | 43     | 19     |
| 1991-1992             | Tottenham             | FD                    | 35         | 28         | FACup+CdL       | 2+5             | 0+5             | CdC                | 7                  | 2                  | CS          | 1           | 0           | 50     | 35     |
| Totale Tottenham      | Totale Tottenham      | Totale Tottenham      | 105        | 67         |                 | 25              | 11              |                    | 7                  | 2                  |             | 1           | 0           | 138    | 80     |
| 1993                  | Nagoya Grampus        | J1                    | 7          | 1          | CI+CdL          | 0+5             | 4               | -                  | -                  | -                  | -           | -           | -           | 12     | 5      |
| 1994                  | Nagoya Grampus        | J1                    | 11         | 3          | CI+CdL          | 0+1             | 0               | -                  | -                  | -                  | -           | -           | -           | 12     | 3      |
| Totale Nagoya Grampus | Totale Nagoya Grampus | Totale Nagoya Grampus | 18         | 4          |                 | 6               | 4               |                    | -                  | -                  |             | -           | -           | 24     | 8      |
| Totale carriera       | Totale carriera       | Totale carriera       | 461        | 238        |                 | 75              | 35              |                    | 31                 | 8                  |             | 2           | 0           | 569    | 281    |

### Cronologia presenze e reti in nazionale
| Cronologia completa delle presenze e delle reti in nazionale ― Inghilterra | Cronologia completa delle presenze e delle reti in nazionale ― Inghilterra | Cronologia completa delle presenze e delle reti in nazionale ― Inghilterra | Cronologia completa delle presenze e delle reti in nazionale ― Inghilterra | Cronologia completa delle presenze e delle reti in nazionale ― Inghilterra | Cronologia completa delle presenze e delle reti in nazionale ― Inghilterra | Cronologia completa delle presenze e delle reti in nazionale ― Inghilterra | Cronologia completa delle presenze e delle reti in nazionale ― Inghilterra |
| Data                                                                       | Città                                                                      | In casa                                                                    | Risultato                                                                  | Ospiti                                                                     | Competizione                                                               | Reti                                                                       | Note                                                                       |
| -------------------------------------------------------------------------- | -------------------------------------------------------------------------- | -------------------------------------------------------------------------- | -------------------------------------------------------------------------- | -------------------------------------------------------------------------- | -------------------------------------------------------------------------- | -------------------------------------------------------------------------- | -------------------------------------------------------------------------- |
| 26-5-1984                                                                  | Glasgow                                                                    | Scozia                                                                     | 1 – 1                                                                      | Inghilterra                                                                | Amichevole                                                                 | -                                                                          |                                                                            |
| 26-3-1985                                                                  | Londra                                                                     | Inghilterra                                                                | 2 – 1                                                                      | Irlanda                                                                    | Amichevole                                                                 | 1                                                                          |                                                                            |
| 1-5-1985                                                                   | Bucarest                                                                   | Romania                                                                    | 0 – 0                                                                      | Inghilterra                                                                | Qual. Mondiali 1986                                                        | -                                                                          |                                                                            |
| 25-5-1985                                                                  | Glasgow                                                                    | Scozia                                                                     | 1 – 0                                                                      | Inghilterra                                                                | Amichevole                                                                 | -                                                                          |                                                                            |
| 6-6-1985                                                                   | Città del Messico                                                          | Inghilterra                                                                | 1 – 2                                                                      | Italia                                                                     | Amichevole                                                                 | -                                                                          |                                                                            |
| 12-6-1985                                                                  | Città del Messico                                                          | Inghilterra                                                                | 3 – 0                                                                      | Germania Ovest                                                             | Amichevole                                                                 | -                                                                          |                                                                            |
| 16-6-1985                                                                  | Los Angeles                                                                | Stati Uniti                                                                | 0 – 5                                                                      | Inghilterra                                                                | Amichevole                                                                 | 2                                                                          |                                                                            |
| 11-9-1985                                                                  | Londra                                                                     | Inghilterra                                                                | 1 – 1                                                                      | Romania                                                                    | Qual. Mondiali 1986                                                        | -                                                                          |                                                                            |
| 16-10-1985                                                                 | Londra                                                                     | Inghilterra                                                                | 5 – 0                                                                      | Turchia                                                                    | Qual. Mondiali 1986                                                        | 3                                                                          |                                                                            |
| 13-11-1985                                                                 | Londra                                                                     | Inghilterra                                                                | 0 – 0                                                                      | Irlanda del Nord                                                           | Qual. Mondiali 1986                                                        | -                                                                          |                                                                            |
| 29-1-1986                                                                  | Il Cairo                                                                   | Egitto                                                                     | 0 – 4                                                                      | Inghilterra                                                                | Amichevole                                                                 | -                                                                          |                                                                            |
| 26-3-1986                                                                  | Tbilisi                                                                    | Unione Sovietica                                                           | 0 – 1                                                                      | Inghilterra                                                                | Amichevole                                                                 | -                                                                          |                                                                            |
| 24-5-1986                                                                  | Burnaby                                                                    | Canada                                                                     | 0 – 1                                                                      | Inghilterra                                                                | Amichevole                                                                 | -                                                                          |                                                                            |
| 3-6-1986                                                                   | Monterrey                                                                  | Portogallo                                                                 | 1 – 0                                                                      | Inghilterra                                                                | Mondiali 1986 - 1º turno                                                   | -                                                                          |                                                                            |
| 6-6-1986                                                                   | Monterrey                                                                  | Inghilterra                                                                | 0 – 0                                                                      | Marocco                                                                    | Mondiali 1986 - 1º turno                                                   | -                                                                          |                                                                            |
| 11-6-1986                                                                  | San Nicolás de los Garza                                                   | Inghilterra                                                                | 3 – 0                                                                      | Polonia                                                                    | Mondiali 1986 - 1º turno                                                   | 3                                                                          | 86’                                                                        |
| 18-6-1986                                                                  | Città del Messico                                                          | Inghilterra                                                                | 3 – 0                                                                      | Paraguay                                                                   | Mondiali 1986 - Ottavi di finale                                           | 2                                                                          |                                                                            |
| 22-6-1986                                                                  | Città del Messico                                                          | Argentina                                                                  | 2 – 1                                                                      | Inghilterra                                                                | Mondiali 1986 - Quarti di finale                                           | 1                                                                          |                                                                            |
| 15-10-1986                                                                 | Londra                                                                     | Inghilterra                                                                | 3 – 0                                                                      | Irlanda del Nord                                                           | Qual. Euro 1988                                                            | 2                                                                          |                                                                            |
| 12-11-1986                                                                 | Londra                                                                     | Inghilterra                                                                | 2 – 0                                                                      | Jugoslavia                                                                 | Qual. Euro 1988                                                            | -                                                                          |                                                                            |
| 18-2-1987                                                                  | Madrid                                                                     | Spagna                                                                     | 2 – 4                                                                      | Inghilterra                                                                | Amichevole                                                                 | 4                                                                          |                                                                            |
| 1-4-1987                                                                   | Belfast                                                                    | Irlanda del Nord                                                           | 0 – 2                                                                      | Inghilterra                                                                | Qual. Euro 1988                                                            | -                                                                          |                                                                            |
| 29-4-1987                                                                  | Smirne                                                                     | Turchia                                                                    | 0 – 0                                                                      | Inghilterra                                                                | Qual. Euro 1988                                                            | -                                                                          |                                                                            |
| 19-5-1987                                                                  | Londra                                                                     | Inghilterra                                                                | 1 – 1                                                                      | Brasile                                                                    | Amichevole                                                                 | 1                                                                          |                                                                            |
| 9-9-1987                                                                   | Düsseldorf                                                                 | Germania Ovest                                                             | 3 – 1                                                                      | Inghilterra                                                                | Amichevole                                                                 | 1                                                                          |                                                                            |
| 14-10-1987                                                                 | Londra                                                                     | Inghilterra                                                                | 8 – 0                                                                      | Turchia                                                                    | Qual. Euro 1988                                                            | 3                                                                          |                                                                            |
| 11-11-1987                                                                 | Belgrado                                                                   | Jugoslavia                                                                 | 1 – 4                                                                      | Inghilterra                                                                | Qual. Euro 1988                                                            | -                                                                          |                                                                            |
| 23-3-1988                                                                  | Londra                                                                     | Inghilterra                                                                | 2 – 2                                                                      | Paesi Bassi                                                                | Amichevole                                                                 | 1                                                                          |                                                                            |
| 27-4-1988                                                                  | Budapest                                                                   | Ungheria                                                                   | 0 – 0                                                                      | Inghilterra                                                                | Amichevole                                                                 | -                                                                          |                                                                            |
| 21-5-1988                                                                  | Londra                                                                     | Inghilterra                                                                | 1 – 0                                                                      | Scozia                                                                     | Amichevole                                                                 | -                                                                          |                                                                            |
| 24-5-1988                                                                  | Londra                                                                     | Inghilterra                                                                | 1 – 1                                                                      | Colombia                                                                   | Amichevole                                                                 | 1                                                                          |                                                                            |
| 28-5-1988                                                                  | Losanna                                                                    | Svizzera                                                                   | 0 – 1                                                                      | Inghilterra                                                                | Amichevole                                                                 | 1                                                                          |                                                                            |
| 12-6-1988                                                                  | Stoccarda                                                                  | Inghilterra                                                                | 0 – 1                                                                      | Irlanda                                                                    | Euro 1988 - 1º turno                                                       | -                                                                          |                                                                            |
| 15-6-1988                                                                  | Düsseldorf                                                                 | Inghilterra                                                                | 1 – 3                                                                      | Paesi Bassi                                                                | Euro 1988 - 1º turno                                                       | -                                                                          |                                                                            |
| 18-6-1988                                                                  | Francoforte                                                                | Inghilterra                                                                | 1 – 3                                                                      | Unione Sovietica                                                           | Euro 1988 - 1º turno                                                       | -                                                                          | 69’                                                                        |
| 19-10-1988                                                                 | Londra                                                                     | Inghilterra                                                                | 0 – 0                                                                      | Svezia                                                                     | Qual. Mondiali 1990                                                        | -                                                                          |                                                                            |
| 16-11-1988                                                                 | Riyadh                                                                     | Arabia Saudita                                                             | 1 – 1                                                                      | Inghilterra                                                                | Amichevole                                                                 | -                                                                          |                                                                            |
| 8-2-1989                                                                   | Atene                                                                      | Grecia                                                                     | 1 – 2                                                                      | Inghilterra                                                                | Amichevole                                                                 | -                                                                          |                                                                            |
| 8-3-1989                                                                   | Tirana                                                                     | Albania                                                                    | 0 – 2                                                                      | Inghilterra                                                                | Qual. Mondiali 1990                                                        | -                                                                          |                                                                            |
| 26-4-1989                                                                  | Londra                                                                     | Inghilterra                                                                | 5 – 0                                                                      | Albania                                                                    | Qual. Mondiali 1990                                                        | 1                                                                          |                                                                            |
| 3-6-1989                                                                   | Londra                                                                     | Inghilterra                                                                | 3 – 0                                                                      | Polonia                                                                    | Qual. Mondiali 1990                                                        | 1                                                                          |                                                                            |
| 7-6-1989                                                                   | Copenaghen                                                                 | Danimarca                                                                  | 1 – 1                                                                      | Inghilterra                                                                | Amichevole                                                                 | 1                                                                          |                                                                            |
| 6-9-1989                                                                   | Stoccolma                                                                  | Svezia                                                                     | 0 – 0                                                                      | Inghilterra                                                                | Qual. Mondiali 1990                                                        | -                                                                          |                                                                            |
| 11-10-1989                                                                 | Cracovia                                                                   | Polonia                                                                    | 0 – 0                                                                      | Inghilterra                                                                | Qual. Mondiali 1990                                                        | -                                                                          |                                                                            |
| 15-11-1989                                                                 | Londra                                                                     | Inghilterra                                                                | 0 – 0                                                                      | Italia                                                                     | Amichevole                                                                 | -                                                                          |                                                                            |
| 13-12-1989                                                                 | Londra                                                                     | Inghilterra                                                                | 2 – 1                                                                      | Jugoslavia                                                                 | Amichevole                                                                 | -                                                                          |                                                                            |
| 28-3-1990                                                                  | Londra                                                                     | Inghilterra                                                                | 1 – 0                                                                      | Brasile                                                                    | Amichevole                                                                 | 1                                                                          |                                                                            |
| 25-4-1990                                                                  | Londra                                                                     | Inghilterra                                                                | 4 – 2                                                                      | Cecoslovacchia                                                             | Amichevole                                                                 | -                                                                          |                                                                            |
| 15-5-1990                                                                  | Londra                                                                     | Inghilterra                                                                | 1 – 0                                                                      | Danimarca                                                                  | Amichevole                                                                 | 1                                                                          |                                                                            |
| 22-5-1990                                                                  | Londra                                                                     | Inghilterra                                                                | 1 – 2                                                                      | Uruguay                                                                    | Amichevole                                                                 | -                                                                          |                                                                            |
| 2-6-1990                                                                   | Tunisi                                                                     | Tunisia                                                                    | 1 – 1                                                                      | Inghilterra                                                                | Amichevole                                                                 | -                                                                          |                                                                            |
| 11-6-1990                                                                  | Cagliari                                                                   | Inghilterra                                                                | 1 – 1                                                                      | Irlanda                                                                    | Mondiali 1990 - 1º turno                                                   | 1                                                                          | 83’                                                                        |
| 16-6-1990                                                                  | Cagliari                                                                   | Inghilterra                                                                | 0 – 0                                                                      | Paesi Bassi                                                                | Mondiali 1990 - 1º turno                                                   | -                                                                          |                                                                            |
| 21-6-1990                                                                  | Cagliari                                                                   | Inghilterra                                                                | 1 – 0                                                                      | Egitto                                                                     | Mondiali 1990 - 1º turno                                                   | -                                                                          |                                                                            |
| 26-6-1990                                                                  | Bologna                                                                    | Inghilterra                                                                | 1 – 0                                                                      | Belgio                                                                     | Mondiali 1990 - Ottavi di finale                                           | -                                                                          |                                                                            |
| 1-7-1990                                                                   | Napoli                                                                     | Inghilterra                                                                | 3 – 2                                                                      | Camerun                                                                    | Mondiali 1990 - Quarti di finale                                           | 2                                                                          |                                                                            |
| 4-7-1990                                                                   | Torino                                                                     | Germania Ovest                                                             | 1 – 1 dts (4 – 3 dtr)                                                      | Inghilterra                                                                | Mondiali 1990 - Semifinale                                                 | 1                                                                          |                                                                            |
| 7-7-1990                                                                   | Bari                                                                       | Italia                                                                     | 2 – 1                                                                      | Inghilterra                                                                | Mondiali 1990 - Finale 3º posto                                            | -                                                                          |                                                                            |
| 12-9-1990                                                                  | Londra                                                                     | Inghilterra                                                                | 1 – 0                                                                      | Ungheria                                                                   | Amichevole                                                                 | 1                                                                          | cap.                                                                       |
| 17-10-1990                                                                 | Londra                                                                     | Inghilterra                                                                | 2 – 0                                                                      | Polonia                                                                    | Qual. Euro 1992                                                            | 1                                                                          | cap.                                                                       |
| 14-11-1990                                                                 | Dublino                                                                    | Irlanda                                                                    | 1 – 1                                                                      | Inghilterra                                                                | Qual. Euro 1992                                                            | -                                                                          | cap.                                                                       |
| 6-2-1991                                                                   | Londra                                                                     | Inghilterra                                                                | 2 – 0                                                                      | Camerun                                                                    | Amichevole                                                                 | 2                                                                          |                                                                            |
| 27-3-1991                                                                  | Londra                                                                     | Inghilterra                                                                | 1 – 1                                                                      | Irlanda                                                                    | Qual. Euro 1992                                                            | -                                                                          |                                                                            |
| 1-5-1991                                                                   | Smirne                                                                     | Turchia                                                                    | 0 – 1                                                                      | Inghilterra                                                                | Qual. Euro 1992                                                            | -                                                                          | cap.                                                                       |
| 25-5-1991                                                                  | Londra                                                                     | Inghilterra                                                                | 2 – 2                                                                      | Argentina                                                                  | Amichevole                                                                 | 1                                                                          | cap.                                                                       |
| 1-6-1991                                                                   | Sydney                                                                     | Australia                                                                  | 0 – 1                                                                      | Inghilterra                                                                | Amichevole                                                                 | -                                                                          | cap.                                                                       |
| 3-6-1991                                                                   | Auckland                                                                   | Nuova Zelanda                                                              | 0 – 1                                                                      | Inghilterra                                                                | Amichevole                                                                 | 1                                                                          | cap.                                                                       |
| 12-6-1991                                                                  | Kuala Lumpur                                                               | Malaysia                                                                   | 2 – 4                                                                      | Inghilterra                                                                | Amichevole                                                                 | 4                                                                          | cap.                                                                       |
| 11-9-1991                                                                  | Londra                                                                     | Inghilterra                                                                | 0 – 1                                                                      | Germania                                                                   | Amichevole                                                                 | -                                                                          | cap.                                                                       |
| 16-10-1991                                                                 | Londra                                                                     | Inghilterra                                                                | 1 – 0                                                                      | Turchia                                                                    | Amichevole                                                                 | -                                                                          | cap.                                                                       |
| 13-11-1991                                                                 | Poznań                                                                     | Polonia                                                                    | 1 – 1                                                                      | Inghilterra                                                                | Qual. Euro 1992                                                            | 1                                                                          | cap.                                                                       |
| 19-2-1992                                                                  | Londra                                                                     | Inghilterra                                                                | 2 – 0                                                                      | Francia                                                                    | Amichevole                                                                 | 1                                                                          |                                                                            |
| 25-3-1992                                                                  | Praga                                                                      | Cecoslovacchia                                                             | 2 – 2                                                                      | Inghilterra                                                                | Amichevole                                                                 | -                                                                          |                                                                            |
| 29-4-1992                                                                  | Mosca                                                                      | Comunità degli Stati Indipendenti                                          | 2 – 2                                                                      | Inghilterra                                                                | Amichevole                                                                 | 1                                                                          | cap.                                                                       |
| 12-5-1992                                                                  | Budapest                                                                   | Ungheria                                                                   | 0 – 1                                                                      | Inghilterra                                                                | Amichevole                                                                 | -                                                                          | cap.                                                                       |
| 17-5-1992                                                                  | Londra                                                                     | Inghilterra                                                                | 1 – 1                                                                      | Brasile                                                                    | Amichevole                                                                 | -                                                                          | cap.                                                                       |
| 3-6-1992                                                                   | Helsinki                                                                   | Finlandia                                                                  | 1 – 2                                                                      | Inghilterra                                                                | Amichevole                                                                 | -                                                                          | cap.                                                                       |
| 11-6-1992                                                                  | Malmö                                                                      | Danimarca                                                                  | 0 – 0                                                                      | Inghilterra                                                                | Euro 1992 - 1º turno                                                       | -                                                                          | cap.                                                                       |
| 14-6-1992                                                                  | Malmö                                                                      | Inghilterra                                                                | 0 – 0                                                                      | Francia                                                                    | Euro 1992 - 1º turno                                                       | -                                                                          | cap.                                                                       |
| 17-6-1992                                                                  | Stoccolma                                                                  | Svezia                                                                     | 2 – 1                                                                      | Inghilterra                                                                | Euro 1992 - 1º turno                                                       | -                                                                          | cap. 62’                                                                   |
| Totale                                                                     |                                                                            | Presenze                                                                   | 80                                                                         |                                                                            | Reti (4º posto)                                                            | 48                                                                         |                                                                            |

## Palmarès

### Club

#### Competizioni nazionali
- Campionato inglese di seconda divisione: 1

Leicester: 1979-1980
- Charity Shield: 2

Everton: 1985
Tottenham: 1991
- Coppa di Spagna: 1

Barcellona: 1987-1988
- Coppa d'Inghilterra: 1

Tottenham: 1990-1991

#### Competizioni internazionali
- Coppa delle Coppe: 1

Barcellona: 1988-1989

### Individuale
- Giocatore dell'anno della FWA: 2

1986, 1992
- Giocatore dell'anno della PFA: 1

1986
- Capocannoniere della Second Division: 1

1982-1983 (26 gol)
- Capocannoniere del Mondiale: 1

Messico 1986 (6 gol)
- Capocannoniere della FA Premier League: 3

1984-1985 (24 gol, a pari merito con Kerry Dixon), 1985-1986 (30 gol), 1989-1990 (24 gol)